# Penyaflor
Penyaflor és una muntanya de 275 metres que es troba al municipi d'Aldover, a la comarca catalana del Baix Ebre.